# Otto Dannenberg
Otto Dannenberg (* 21. August 1879 in Heinrichsdorf, Landkreis Oberbarnim; † 4. August 1941 in Memel) war ein deutscher Politiker (Wirtschaftspartei, DStP).

## Leben
Nach dem Besuch der Mittelschule absolvierte Dannenberg von 1893 bis 1897 eine Lehre als Handelsgärtner. Er leistete von 1899 bis 1901 Wehrdienst beim 5. Badischen Feldartillerie-Regiment Nr. 76 in Freiburg im Breisgau und setzte im Anschluss seine berufliche Ausbildung für zwei Jahre im Ausland fort, ehe er sich 1904 als Handelsgärtner selbständig machte. Während des Ersten Weltkrieges wurde er von 1914 bis 1918 als Vizewachtmeister eingesetzt. Neben seiner beruflichen Tätigkeit beteiligte sich Dannenberg an den Gründungen verschiedener Berufsgenossenschaften. Des Weiteren war er Vorstandsmitglied des Verbandes Deutscher Blumengeschäftsinhaber. Später wurde er Direktor der Deutschen Mittelstandsbank AG in Berlin-Charlottenburg.
Dannenberg war von 1922 bis 1931 Generalsekretär der Reichspartei des Deutschen Mittelstandes (Wirtschaftspartei), für die er im Mai 1928 als Abgeordneter in den Preußischen Landtag gewählt wurde. Er trat Anfang 1931 aus der Wirtschaftspartei aus, war bis Juli 1931 fraktionsloser Abgeordneter und schloss sich dann der Deutschen Staatspartei (DStP) an, deren Fraktion er bis zu seinem Ausscheiden aus dem Landtag 1932 angehörte.